# Heteroseksualnost
Heteroseksualnost je fizička, seksualna, emocionalna i duhovna privlačnost prema osobama suprotnog spola (muško i žensko).
Heteroseksualnost se ukorijenila kroz evoluciju kroz otprilike 600 milijuna godina, kao osiguranje genetičke raznovrsnosti. Muški i ženski organizmi, a samim time i homo sapiensi, razvili su seksualnu privlačnost, kao jedini način osiguranja vrste. 

## Stavovi religijskih učenja
Prema učenjima većine svjetskih religija heteroseksualizam je jedini dozvoljeni oblik seksualnog općenja ili seksualne orijentacije.  Religije propisuju apstinenciju (suzdržavanje od seksualnog odnosa) prije braka. Homoseksualnost, biseksualnost, transseksualnost ili bilo koji drugi oblik seksualne orijentacije osim heteroseksualnosti se smatra grešnom.
Islam sve druge oblike seksualnog općenja osim heteroseksualnog smatra bludom (velikim grijehom). Također, seksualno općenje prije braka je zabranjeno (harram) te se također smatra bludom. Mišljenje nekih islamskih teoretičara i filozofa je da su druge seksualne orijentacije same po sebi, iskušenje, a ne grijeh, te da musliman treba odoliti bludu.
Kršćanstvo propisuje heteroseksualnost kao jedini dozvoljeni oblik seksualne orijentacije i ne prihvaća seksualno ponašanje i orijentaciju koja nije otvorena novom životu ili umanjuje dostojanstvo čovjeka kao osobe. Također, propisuje da za svaki oblik počinjenog bluda treba tražiti oprost od Boga. Kršćanstvo, kao i Islam, propisuje apstinenciju prije braka.
Judaizam, slično Islamu i Kršćanstvu propisuje apstinenciju prije braka, te heteroseksualnu orijentaciju.

## Revizije uloge seksualnosti
Queer teorija, od početka 1990-tih nastoji redefinirati tradicionalno poimanje seksualnosti, te uvesti pojmove "roda i spola". Ovaj pristup je često kontroverzan, pogotovo u pojmu heteronormalnosti. Razdvajanje "spolnog identiteta" od "spolnog ponašanja" neprihvatljivo je brojnim kulturama.